# Proto-bulgari

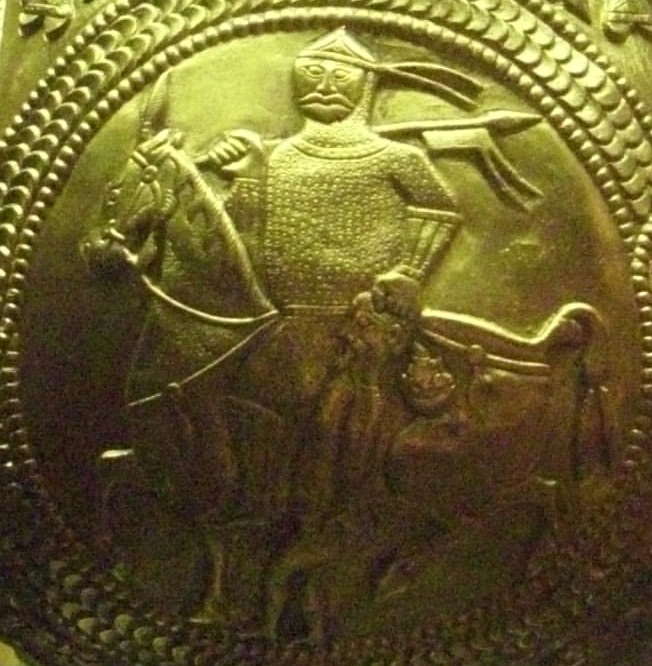

I proto-bulgari (in bulgaro прабългари?) sono stati un complesso di tribù semi-nomadi di origine mista turca ed iranica che, abbandonata la steppa eurasiatica, si trasferì nell'Europa orientale. Di lingua turcica, anche se mischiata con quelle delle tribù assimilate da loro nei secoli, a loro volta gradualmente verranno linguisticamente e culturalmente assimilati dalle popolazioni con le quali vennero in contatto. 

## Storia
In origine i proto-bulgari vivevano lungo le terre dell'odierna Ucraina del sud-est e della Russia sud-occidentale (vedi Grande Bulgaria), dove si erano stabiliti progressivamente, invasione dopo invasione e guerra dopo guerra, tra il II ed il V secolo d.C., provenendo probabilmente dall'Asia centrale al seguito degli unni e ancor prima da un territorio che si estende approssimativamente dall'Hindu Kush al Pamir. 
Verso il VII secolo una parte di essi, guidata dal khan Asparuch, in seguito alla sconfitta inflitta dai Cazari, fugge dai territori a nord del mar Nero nei quali si era stabilita secoli prima, e si stabilisce definitivamente nei Balcani orientali, dove si unisce inizialmente alle sette tribù slave. Nel 681 verrà quindi fondato il Primo Impero bulgaro, dando inizio alla nazionalità dei bulgari. Anche i Traci, che vivevano nei territori dell'odierna Bulgaria da molto prima dell'invasione slava dei Balcani, contribuirono alla formazione del gruppo etnico bulgaro, il quale nasce appunto dall'unione, in una sola entità politica nel 681, delle tribù slave dei Balcani orientali, dei proto-bulgari e degli ultimi Traci. Ma in seguito alla dissoluzione della Grande Bulgaria, le vicende dei proto-bulgari non si concentrano solamente nei Balcani orientali. 
Alla caduta della Grande Bulgaria si affiancò anche la morte del suo ultimo sovrano, khan Kubrat, il quale aveva cinque figli: il succitato Asparuch, Kotrag, Batbajan, Kuber ed Alcek. Mentre Asparuch si stabilì nei Balcani orientali, gli altri fratelli seguirono strade diverse: Kuber ed Alcek, dopo un primo tentativo fallito di riconquistare le terre appena perdute, si coalizzeranno e intraprenderanno insieme una migrazione verso ovest, con al seguito parte del popolo proto-bulgaro, ma arrivati nei pressi della pianura Pannonica le loro strade si divideranno e Kuber andrà verso sud, nei territori dell'odierna Macedonia del Nord, costituendo la cosiddetta Bulgaria di Kuber (Куберова България, Kuberova Bălgariya), mentre Alcek continuerà il suo viaggio accampandosi in un primo momento in Italia settentrionale ospitato dai Franchi entro i loro confini orientali, solo che gli stessi, dopo aver diretto un attacco agli accampamenti proto-bulgari nottetempo tradendoli e prendendoli di sorpresa, lo costringeranno a scappare più a sud e stabilirsi definitivamente in Italia meridionale, nei pressi di quella che oggi è Celle di Bulgheria; Kotrag invece fuggirà a nord, stabilendo la Bulgaria del Volga, i quali odierni discendenti sono considerati i Ciuvasci e Tatari; Batbajan invece resterà con la sua parte di popolo nei territori conquistati dai Cazari, dando probabilmente origine al futuro popolo degli odierni Balcari.